# Capiz
Capiz é um província de  primeira classe de renda da província (d) na região Visayas Ocidentais (Região VI), nas Filipinas. De acordo com o censo de 1 de maio  de  2020 possui uma população de 804 952 pessoas e 178 303 domicílios.  A sua capital é Roxas.

## Subdivisões
Municípios
- Cuartero
- Dao
- Dumalag
- Dumarao
- Ivisan
- Jamindan
- Ma-ayon
- Mambusao
- Panay
- Panitan
- Pilar
- Pontevedra
- Presidente Roxas
- Sapian
- Sigma
- Tapaz

Cidade
- Roxas